# Біля початку днів
«Біля початку днів» («У истока дней») — радянський художній фільм 1990 року, знятий режисером Сергієм Голушкіним на Кіностудії ім. М. Горького.

## Сюжет
За однойменним оповіданням І. А. Буніна.

## У ролях
- Паша Євдокимов — Ваня
- Ніна Мужикова — мати Вані
- Клавдія Козльонкова — няня
- Федір Козаков — батько Вані
- Валерій Долженков — священик
- Софія Горшкова — дівчина
- А. Монастирний — хлопець
- Артем Бейковський — хлопчик
- Григорій Русаков — мандрівник
- Світлана Капустіна — мандрівниця
- Леонід Кладов — епізод
- А. Блінова — епізод
- Алла Панова — епізод
- А. Гриднєва — епізод
- А. Піщуліна — епізод
- А. Нікітін — епізод
- А. Пузатих — епізод
- М. Пузатих — епізод
- Олексій Золотницький — читає текст

## Знімальна група
- Режисер — Сергій Голушкін
- Сценарист — Сергій Голушкін
- Оператор — Сергій Житомирський
- Художник — Олена Єлісєєва-Сусєкова